# Buthacus amitaii
Espèce
Buthacus amitaii est une espèce de scorpions de la famille des Buthidae.

## Distribution
Cette espèce est endémique d'Israël. Elle se rencontre vers Mamshit entre 304 et 477 m d'altitude.

## Description
Le mâle holotype mesure 56,7 mm, les mâles mesurent de 48 à 58,8 mm et les femelles de 48,5 à 50,8 mm.

## Étymologie
Cette espèce est nommée en l'honneur de Pinchas Amitai.

## Publication originale
- Cain, Gefen & Prendini, 2021 : « Systematic Revision of the Sand Scorpions, Genus Buthacus Birula, 1908 (Buthidae C.L. Koch, 1837) of the Levant, with Redescription of Buthacus arenicola (Simon, 1885) from Algeria and Tunisia. » Bulletin of The American Museum of Natural History, no 450, p. 1-134 (texte intégral).